# Izaro Assa de Amilibia
Izaro Assa de Amilibia é consultora financeira e ativista LGBT+ espanhola. É responsável pela Diversidade no Banco Bilbao Vizcaya Argentaria (BBVA), presidente do Observatório Nacional de Inteligência Coletiva OBINCO e ex-presidente da Rede Empresarial pela Diversidade e Inclusão Espanhola (REDI).

## Biografia
Durante o mandato compreendido entre 20 de outubro de 2010 e 22 de julho de 2011, foi Diretora Geral de Igualdade, sob a égide da Secretaria de Estado que Bibiana Aído ocupava no Ministério da Igualdade do Governo da Espanha.
Durante seu trabalho como responsável pela Diversidade no BBVA, ela projetou uma estratégia de transformação cultural da organização com base em seus conhecimentos de antropologia. Recebeu diversos reconhecimentos e seu trabalho foi objeto de Estudos de caso em escolas de negócios.
Como presidente da REDI, incentivou e promoveu a diversidade no âmbito empresarial, distanciando-se do pinkwashing.
Assessora de partidos políticos emergentes, alguns dos quais formaram o atual governo espanhol, e especialista em arquiteturas participativas, é procurada por organizações públicas e privadas por sua capacidade de transformação social.
Em 2021, foi eleita uma das seis personalidades “de destaque” do Anuário da Shangay, revista mensal destinada à comunidade LGBTQ+ espanhola, especializada em cultura, moda, estilos de vida e lazer, ao lado de Abril Zamora, Alaska, Bob Pop, Supremme de Luxe e Víctor Gutiérrez. Nesse mesmo ano, o jornal El Mundo a incluiu em sua lista das 100 pessoas LGTBIQ+ mais influentes da Espanha, na quarta posição, sendo a primeira mulher, e recebeu o prêmio nacional de Influência Social, celebrado em Jaén.